# Boudy van der Heide
Boudy van der Heide (Leeuwarden, 10 juli 1946) is een Nederlands voormalig profvoetballer.
Als achtjarige begon Van der Heide met voetballen bij VV Leeuwarden en kwam voor deze club uit in de profcompetitie. Toen deze club stopte met betaald voetbal stapte hij in 1964 over naar SC Cambuur, die pas opgericht was en de licentie van VV Leeuwarden had overgenomen. Bij Cambuur speelde hij als spits in totaal zeven seizoenen, waarin hij 20 keer scoorde. Na zijn Cambuur periode speelde hij nog tot 1976 op het hoogste amateurniveau met VV Leeuwarden en LVV Friesland uit Leeuwarden. Daarna volgde SC Terschelling en keerde hij even terug bij LVV Friesland, om vervolgens weer terug te keren op Terschelling.
Na het behalen van het trainersdiploma was hij als oefenmeester onder meer werkzaam bij SC Franeker en Heerenveense Boys. Van der Heide maakte twee jaar deel uit van het bestuur van Cambuur en raakte halverwege de jaren tachtig betrokken bij het scoutingsapparaat van PSV.